# Ben Smith
Ben Smith (Dunedin, Nova Zelanda, 1 de juny de 1986) és un jugador de rugbi neozelandès que juga per a la selecció de rugbi de Nova Zelanda, al club Highlanders i per Otago a la ITM Cup. Juga de davanter i d'ala, i pot fins i tot exercir la posició de centre exterior.

## Carrera

### Clubs
Nascut en Dunedin, Smith va progressar a les categories inferiors de la ciutat abans de debutar en la Air New Zealand Cup de 2008. Fou una de les estrelles de la Air New Zealand Cup de 2009, anotant sis assaigs per Otago. A la ITM Cup de 2010, no obstant això, va lluitar per aconseguir tenir el mateix impacte que a les temporades anteriors tot i la desastrosa campanya d'Otago, a més a més, Smith es va perdre diversos partits a conseqüència de la seva participació a l'Índia, en els Jocs de la Commonwealth, en la competició de rugbi sevens.
Smith va ser seleccionat per a l'equip dels Highlanders per jugar la temporada de Super 14 de 2009. L'any 2010, va sortir de titular en cada partit dels Highlanders, i va anotar dos assaigs al llarg de la temporada. Va jugar principalment d'ala, i va aconseguir sortir com a davanter mentre Israel Dagg estava lesionat.
De tornada a la seva posició favorita de davanter per a la temporada del Super Rugby 2011, va aconseguir lloances de l'entrenador Jamie Joseph i la consideració per a una altra trucada dels All Blacks.
El 5 de desembre de 2013, Smith va guanyar el premi Investec com a millor jugador del Super Rugby de l'Any 2013.
Al maig de 2015 Smith va jugar el seu partit número 100 en el Super Rugby contra la Western Force.

### Internacional
En 2009 Smith va ser inclòs en l'equip de 33 jugadors per als internacionals de tardor de 2009, per davant del veterà ala Joe Rokocoko. Smith va fer el seu debut el 14 de novembre de 2009, contra Itàlia a Sant Siro, Milà, amb una victòria dels neozelandesos 20-6. Va aconseguir el seu primer assaig amb l'equip nacional contra els Barbarians en l'últim partit de la gira que els Barbarians van acabar guanyant 25-18 en Twickenham, Londres, el 5 de desembre de 2009.
Smith no va ser escollit per a la selecció l'any 2010, però sí per al rugbi 7 que va competir en els jocs de la Commonwealth de 2010 a Delhi, l'Índia, on va contribuir al fet que Nova Zelanda guanyés la medalla d'or.
Va ser seleccionat per jugar amb els All Blacks per jugar com a ala contra França. En el primer partit en la sèrie de tres, en el Eden Park d'Auckland, va facilitar un assaig per a Aaron Smith i va rebre la distinció de ser el jugador del partit. En el segon partit el 15 de juny en el Rugbi League Park de Christchurch, va anotar un assaig en el minut 48. L'últim dels partits va veure un altre assaig de Ben Smith, en el Yarrow Stadium de Nova Plymouth.
L'agost de 2013, durant el Rugby Championship de 2013, Smith va anotar tres assajos en la victòria 47-29 contra Austràlia en el ANZ Stadium de Sydney. A la setmana següent quan els All Blacks van tornar a enfrontar-se a Austràlia en el Westpac Stadium de Wellington, va anotar dos assaigs per ajudar el seu equip a guanyar 27-16 i retenir així la Bledisloe Cup.
Al setembre de 2013 va tornar a aconseguir anotar assaig contra Argentina. A l'octubre va ser reconegut amb el rècord de la major anotador d'assajos en un Rugbi Championship/Tres Nacions, amb vuit assajos en sis partits.